# Naked (2017)
Naked (bra: Nu; prt: Outra Vez Nu) é um filme de comédia americano dirigido por Michael Tiddes e escrito por Rick Alvarez, Cory Koller e Marlon Wayans. Ele é uma paródia do filme sueco de 2000 Naken. Estrelado por Marlon Wayans, Regina Hall, Jonathan Todd Jackson, Scott Foley, Loretta Devine, Brian McKnight e Dennis Haysbert. O filme foi lançado na Netflix em 11 de agosto de 2017.

## Enredo
Nervoso sobre finalmente se casar, Rob (Marlon Wayans) é forçado a reviver as mesmas horas, acordando misteriosamente pelado em um elevador de hotel muitas vezes até que ele consiga fazer tudo certo no dia do casamento.

## Elenco
- Marlon Wayans como Rob Anderson[4]
- Regina Hall como Megan Swope
- Dennis Haysbert como Reginald Swope
- Jonathan Todd Jackson como Benny[5]
- Scott Foley como Cody Favors
- Eliza Coupe como Vicky
- Brian McKnight como Ele mesmo
- Loretta Devine como Carol
- Cory Hardrict como a Drill[6]
- Rick Fitts como Padre Butterfield
- Dave Sheridan como Policial Mike Bentley
- Neil Brown Jr. como Policial Rick McBride
- Jwaundace Candece como Shaundra
- Jason Davis como Chefe Melon

## Produção
Em 21 de setembro de 2016, foi anunciado Marlon Wayans e Regina Hall iriam estrelar o filme. Em 20 de outubro de 2016, Cory Hardrict se juntou ao elenco do filme. a fotografia principal começou em 17 de outubro de 2016.

## Lançamento
O filme foi lançado na Netflix em 11 de agosto de 2017.